# Maimbeville
Maimbeville est une commune française située dans le département de l'Oise, en région Hauts-de-France. 

## Géographie

### Localisation
Le village de Maimbeville est située à 63 km au nord de Paris, 32 km à l'est de Beauvais, 22 km à l'ouest de Compiègne et 56 km au sud d'Amiens.
La commune  se trouve dans l'aire d'attraction de Paris, dans la zone d'emploi de Creil et dans le bassin de vie de Clermont.

### Communes limitrophes
Les communes limitrophes sont  Catenoy, Fouilleuse, Nointel, Noroy, Saint-Aubin-sous-Erquery et Épineuse.
|                          | Noroy       | Fouilleuse |
| Saint-Aubin-sous-Erquery | Maimbeville |            |
| Nointel                  | Catenoy     | Épineuse   |

### Géologie et relief
L'altitude de la commune varie entre 73 et 156 mètres. Le village se situe à 124 mètres. Le point le plus haut de la commune est situé à la limite nord de la commune sur la route de Cernoy et le point le plus bas au lieu-dit « la Sonnerie », dans un vallon partant du village et se dirigeant vers Saint-Aubin. Le cimetière, au sud du territoire, se situe à 86 mètres d'altitude. Le territoire, exposé au sud, est coupé par plusieurs vallons dépourvus d'eau (fonds de l'Hardière, Jude, fosses Monet, de la Gorgue et du Bailly, vallée des Chats-Huants). Une vallée principale courant de l'est à l'ouest passe au-dessous du chef-lieu.
La craie occupe le territoire des vallons. Dans le vallon près du chef-lieu, très fiable, elle se délite à l'air. Les silex y abondent tellement que l'emploi en est impossible comme pierre d'appareil. On voit en abondance une quantité de cailloux. Ceux-ci sont accumulés au fond d'un dilivium argileux. Cette espèce de sol se trouve dans le bois de Morne. On remarque des dépôts d'argile fine, peu compacte, de couleur fauve entre le village et Saint-Aubin-sous-Erquery. La commune se trouve en zone de sismicité 1, c'est-à-dire très faiblement exposée aux risques de tremblement de terre.

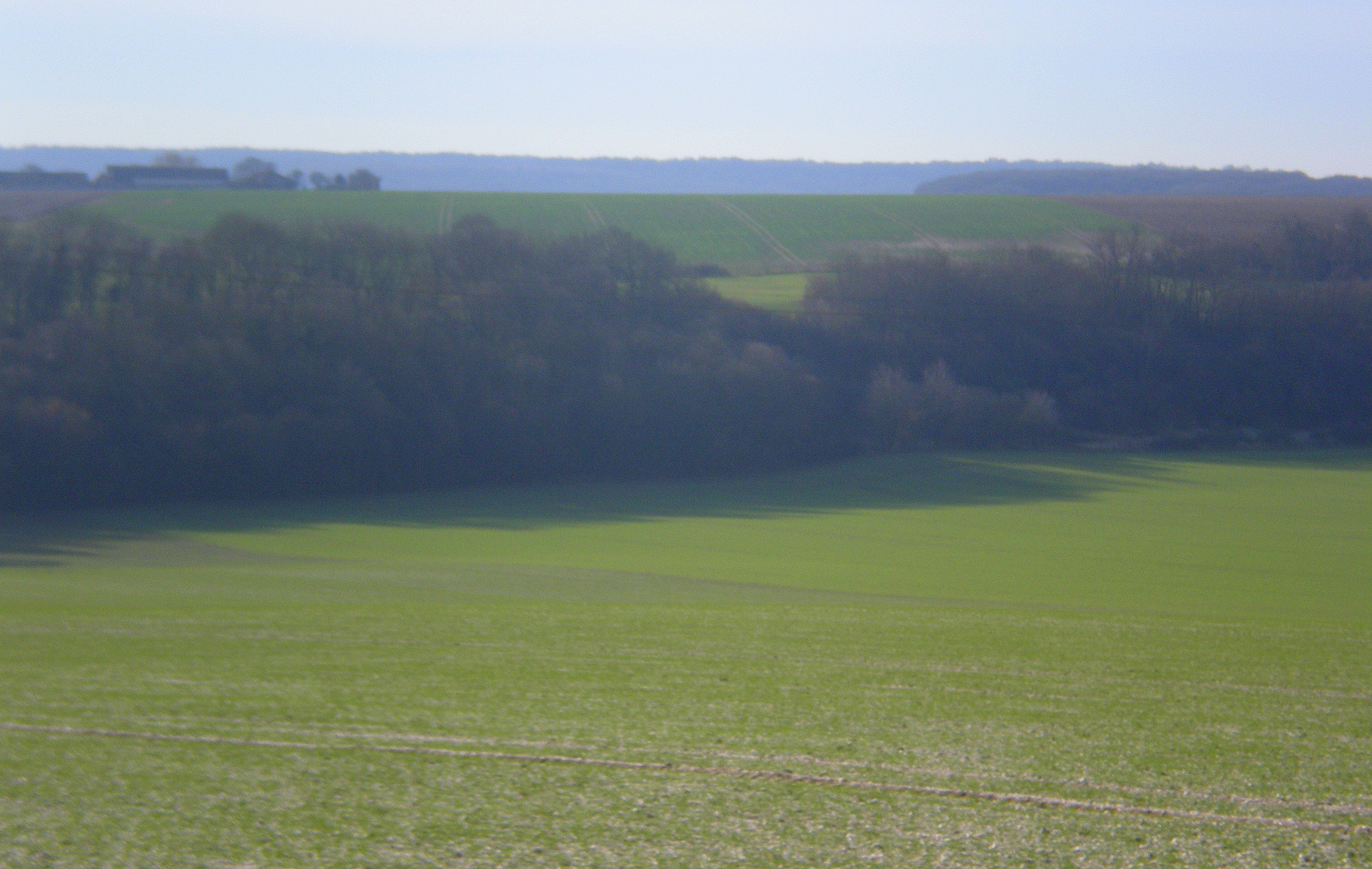
Le lieu-dit "la Sonnerie" depuis la D 532.
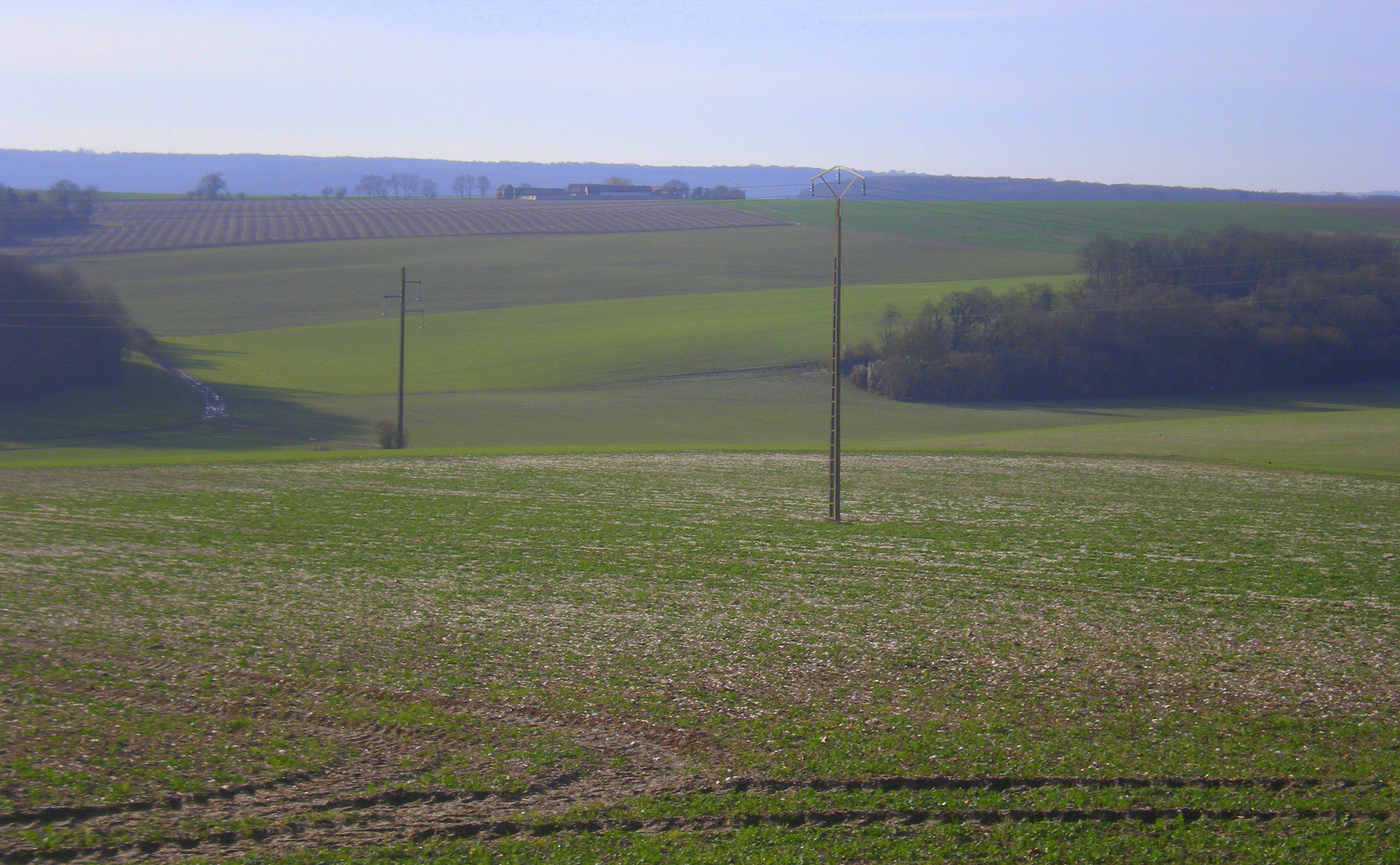
Le sud de la commune depuis la D 532.

### Hydrographie

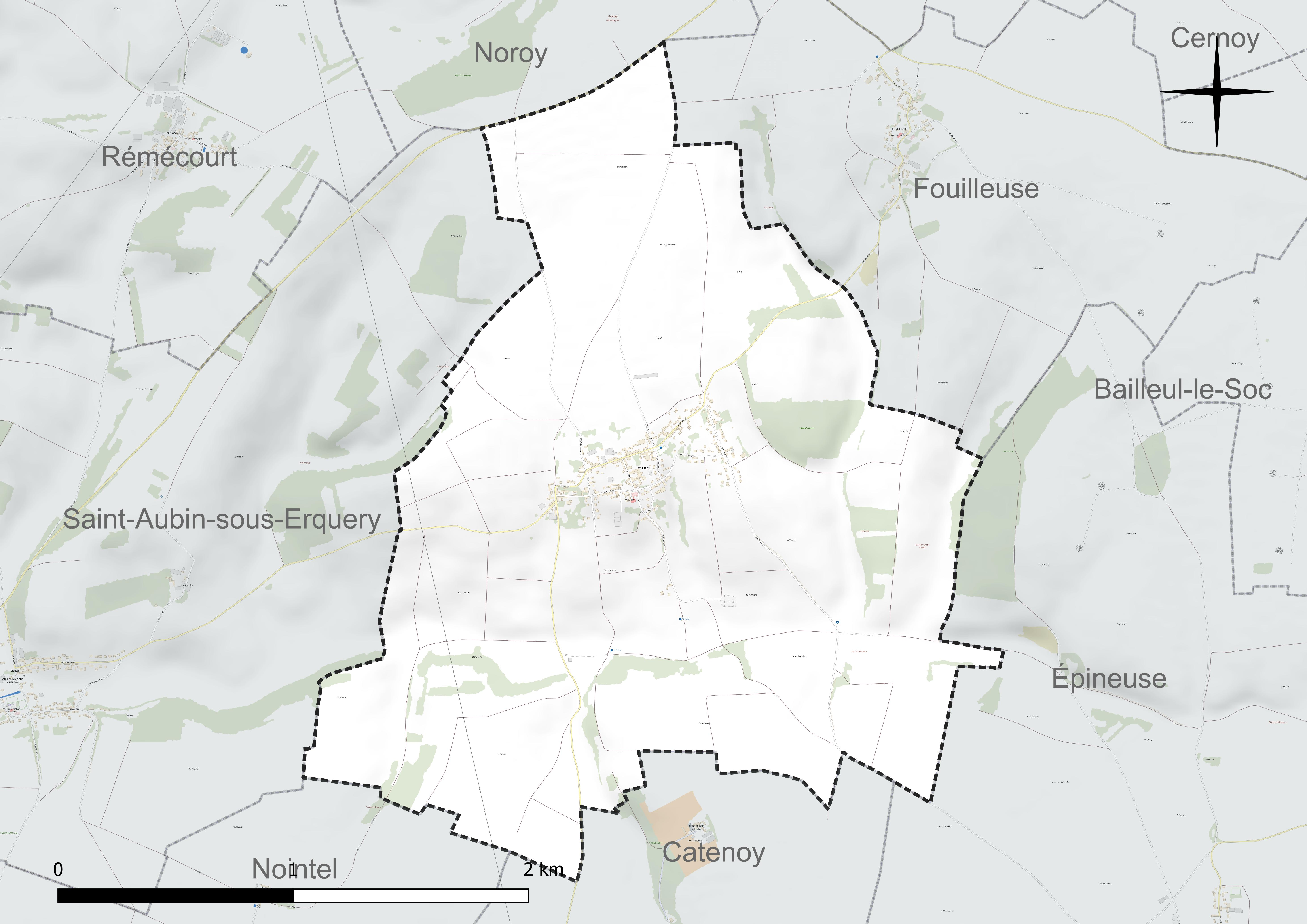
Réseau hydrographique de Maimbeville.

La commune est située dans le bassin Seine-Normandie.
Elle n'est drainée par aucun cours d'eau,.
Le relief vallonné montre toutefois l'ancienne existence de cours d'eau dans la commune. Deux mares sont présentes dans le village, rue de Rémécourt et Grande rue. Un château d'eau se trouve à l'angle de la Grande rue et de celle du Maronnier, une prise d'eau et une station de pompage à eau se situent au sud du village. Les zones les moins élevées de la commune sont situées au-dessus de plusieurs nappes phréatiques sous-affleurantes.

### Climat
Pour des articles plus généraux, voir Climat des Hauts-de-France et Climat de l'Oise.
En 2010, le climat de la commune est de type climat océanique dégradé des plaines du Centre et du Nord, selon une étude du CNRS s'appuyant sur une série de données couvrant la période 1971-2000. En 2020, Météo-France publie une typologie des climats de la France métropolitaine dans laquelle la commune est exposée à un climat océanique et est dans la région climatique Nord-est du bassin Parisien, caractérisée par un ensoleillement médiocre, une pluviométrie moyenne régulièrement répartie au cours de l'année et un hiver froid (3 °C).
Pour la période 1971-2000, la température annuelle moyenne est de 10,5 °C, avec une amplitude thermique annuelle de 14,8 °C. Le cumul annuel moyen de précipitations est de 684 mm, avec 11 jours de précipitations en janvier et 7,8 jours en juillet. Pour la période 1991-2020, la température moyenne annuelle observée sur la station météorologique la plus proche, située sur la commune de Creil à 18 km à vol d'oiseau, est de 11,2 °C et le cumul annuel moyen de précipitations est de 662,2 mm,. Pour l'avenir, les paramètres climatiques de la commune estimés pour 2050 selon différents scénarios d'émission de gaz à effet de serre sont consultables sur un site dédié publié par Météo-France en novembre 2022.

## Urbanisme

### Typologie
Au 1er janvier 2024, Maimbeville est catégorisée commune rurale à habitat dispersé, selon la nouvelle grille communale de densité à sept niveaux définie par l'Insee en 2022.
Elle est située hors unité urbaine. Par ailleurs la commune fait partie de l'aire d'attraction de Paris, dont elle est une commune de la couronne,.

### Occupation des sols

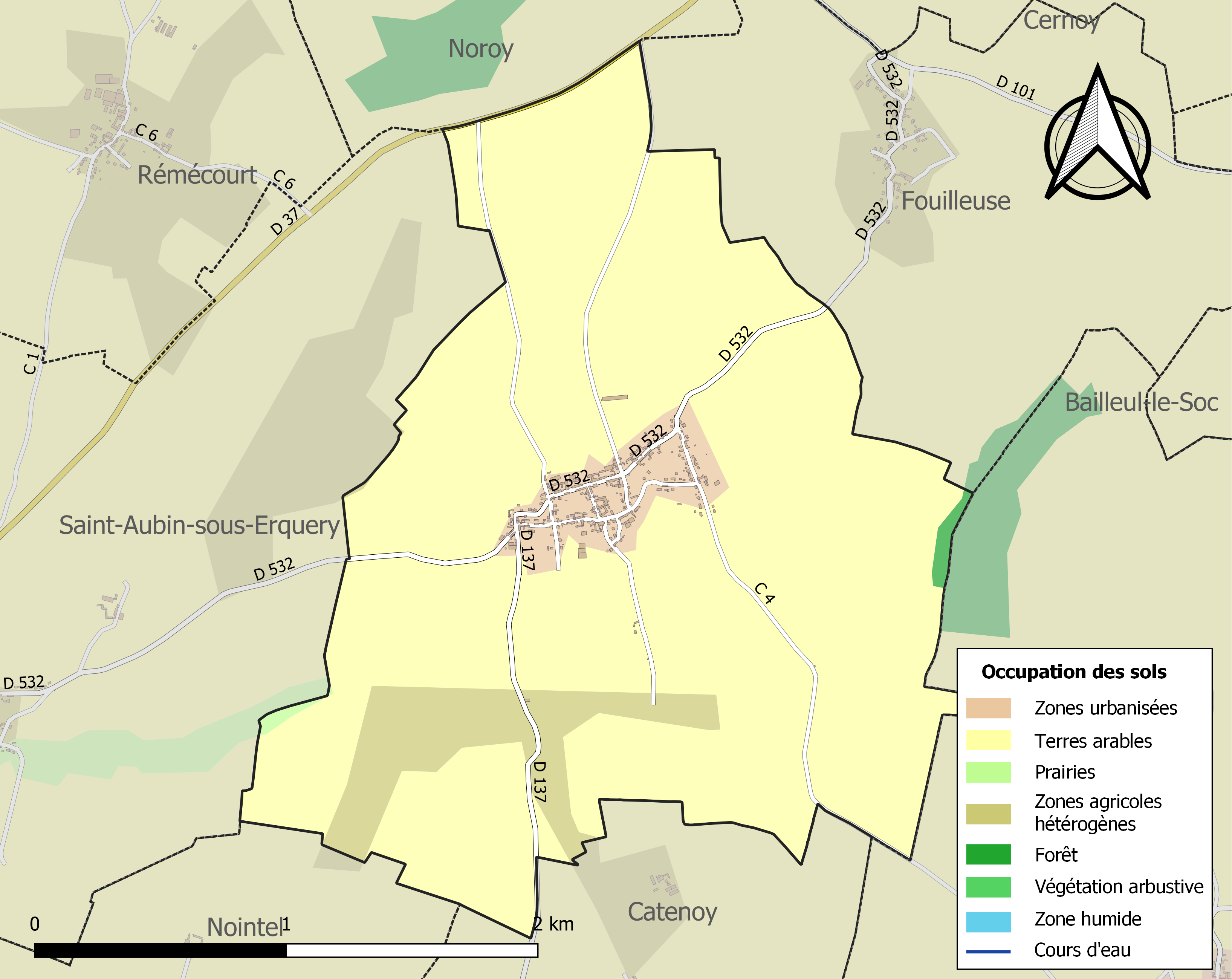
Carte des infrastructures et de l'occupation des sols de la commune en 2018 (CLC).

L'occupation des sols de la commune, telle qu'elle ressort de la base de données européenne d'occupation biophysique des sols Corine Land Cover (CLC), est marquée par l'importance des territoires agricoles (94,8 % en 2018), une proportion sensiblement équivalente à celle de 1990 (94,9 %).
La répartition détaillée en 2018 est la suivante : terres arables (87,4 %), zones agricoles hétérogènes (7,1 %), zones urbanisées (4,8 %), forêts (0,4 %), prairies (0,3 %).
L'évolution de l'occupation des sols de la commune et de ses infrastructures peut être observée sur les différentes représentations cartographiques du territoire : la carte de Cassini (XVIIIe siècle), la carte d'état-major (1820-1866) et les cartes ou photos aériennes de l'IGN pour la période actuelle (1950 à aujourd'hui).

### Hameaux et lieux-dits
L'habitat se concentre en majeure partie dans le chef-lieu de Maimbeville. L'ancien hameau de la Vallée, situé rue des Vallées, n'est plus occupé que par quelques maisons. Une habitation unique se trouve également le long de la D 137.
Les lieux-dits sont les suivants : le Chausson, les Longues Haies, le Pré, le Muid, la Pale, les Tailles, le Tirefort, les Pierrettes, la Crainquaine, sur les Vallées, Vignes de la Ville, la Gollière, la Gorgue, la Sonnerie, les Grouettes et Coteron.

### Morphologie urbaine
En 1890, le village, placé sur le versant d'un coteau, se compose de plusieurs rues tortueuses, dont les principales sont la Grand'rue et la rue de la Ville. On y comptait 85 maisons. De nos jours, l'habitat s'est étendu vers l'est du chef-lieu.

### Habitat et logement
En 2016 et 2021, le nombre total de logements dans la commune était de 161, alors qu'il était  de 139 en 2011.
Parmi ces logements, 95 % étaient des résidences principales, 1,9 % des résidences secondaires et 3,1 % des logements vacants. Ces logements étaient pour 94,3 % d'entre eux des maisons individuelles et pour 5,7 % des appartements.
Le tableau ci-dessous présente la typologie des logements à Maimbeville en 2021 en comparaison avec celle de l'Oise et de la France entière. Une caractéristique marquante du parc de logements est ainsi la faible proportion des résidences secondaires et logements occasionnels (1,9 %) par rapport au département (2,4 %) et à la France entière (9,7 %).
| Typologie                                               | Maimbeville | Oise | France entière |
| ------------------------------------------------------- | ----------- | ---- | -------------- |
| Résidences principales (en %)                           | 95          | 90,5 | 82,2           |
| Résidences secondaires et logements occasionnels (en %) | 1,9         | 2,4  | 9,7            |
| Logements vacants (en %)                                | 3,1         | 7    | 8,1            |

### Voies de communications et transports

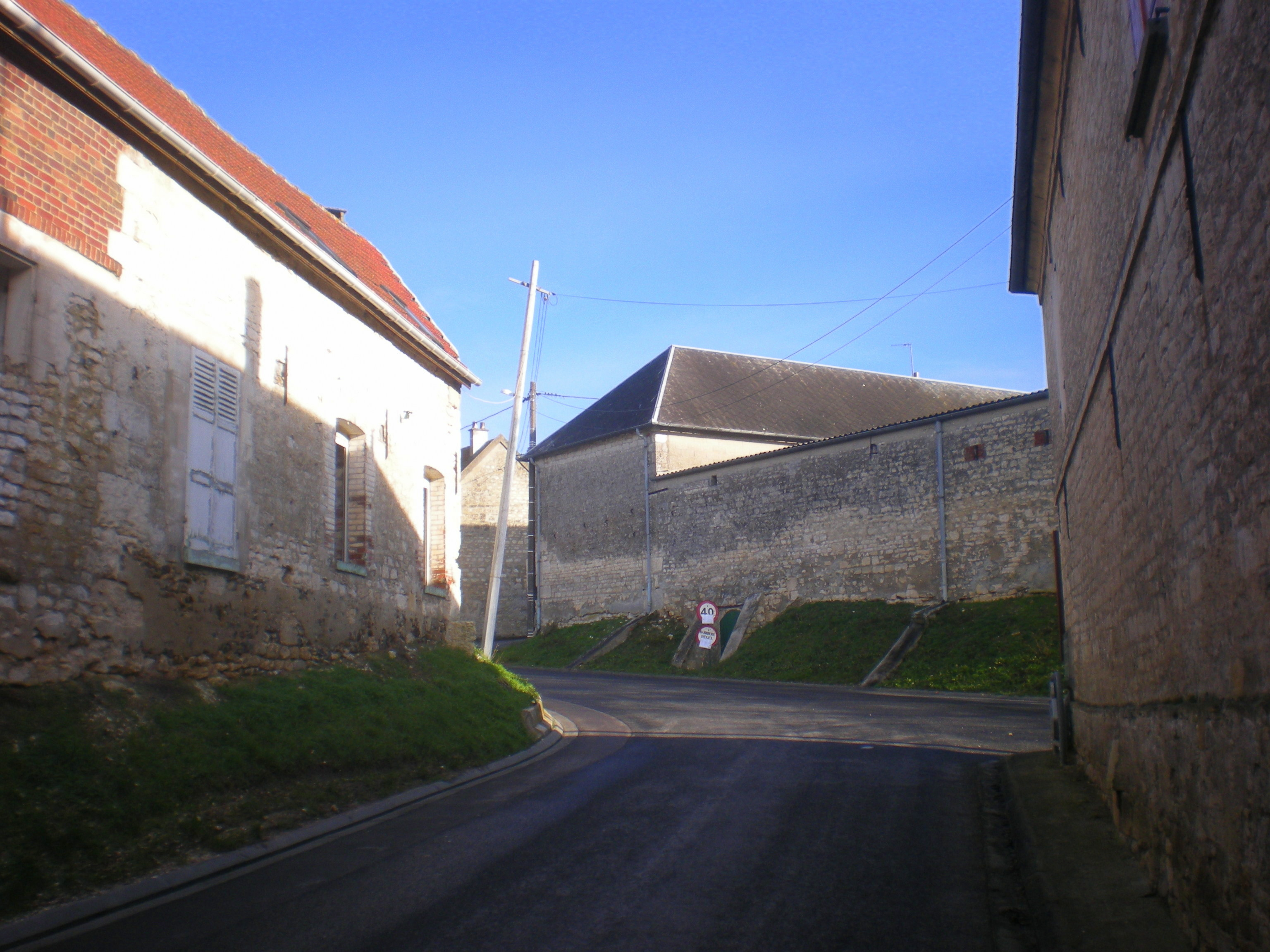
L'entrée dans le village de la D 532.

La commune est accessible par deux routes départementales, la D 137 et la D 532 : La route départementale 532 (D 532), qui relie Saint-Aubin-sous-Erquery à Fouilleuse est le principal axe traversant le village. Celui-ci pénètre sur le territoire par la grande rue à l'ouest et quitte la commune par la rue de l'ormaie à l'est. La route départementale 137 (D 37), qui débute à l'entrée ouest du village, rejoint Catenoy puis s'étend jusqu'à Noailles en passant par les chefs-lieux de cantons Liancourt et Mouy. Plusieurs routes communales relient également Maimbeville aux communes voisines : ainsi, les rues d'Épineuse (au sud-est), de Rémécourt (au nord-ouest) se dirigent vers les communes du même nom. Le chemin de la Croix de Justice, transformé en route, relie la commune à la D 37. Cette dernière, axe régional, suit l'itinéraire Clermont-Gournay-sur-Aronde et longe la limite nord de la commune.
Les gares les plus proches de la commune sont celles de Clermont à 8,8 km au sud-ouest, sur la ligne Paris-Nord - Lille et d'Estrées-Saint-Denis à 9 km au nord-est, sur la ligne d'Ormoy-Villers à Boves
La commune est desservie, en 2023, par les lignes 6341 et 6343 du réseau interurbain de l'Oise. Une navette de regroupement pédagogique intercommunal (ligne 6822) dessert Maimbeville et la commune voisine de Catenoy par ce chef-lieu et le hameau de Luchy.
Le sentier de grande randonnée 124 (GR 124), reliant Cires-lès-Mello (Oise) à Rebreuviette (Pas-de-Calais) arrive sur le territoire par le fond de l'Hardière (au sud-est) puis passe par le fond Jude et rentre dans le village par le bois de Morne, à l'est. L'itinéraire balisé suit ensuite les rues des Fosses et de l'Église puis quitte le chef-lieu par le nord-ouest. Il rejoint le village de Rémécourt par la fosse du Bailly, à l'ouest. Les circuits n° 8 et n° 9 du GEP Centre Oise traversent également le territoire. Le circuit n° 8, partant de Fitz-James, arrive dans la commune par le fond de la Gorgue (au sud-ouest), passe au sud du village puis rejoint le fond de l'Hardière. Il rejoint le GR 124 puis le quitte au niveau du bois de Morne. Celui-ci passe à proximité du village sort alors du territoire en rejoignant le lieu-dit « le Chausson » puis se dirige vers Rémécourt. Au niveau de la croix de Justice, une variante rejoint le moulin de Fouilleuse. Le circuit n° 9, partant de Rémécourt, suit le circuit n° 8 à l'envers jusqu'à la D 532 où il suit un chemin passant au nord du chef-lieu. Il quitte la commune en rejoignant le GR 124 au niveau de la rue de Rémécourt.

## Toponymie
Le village a souvent changé de nom au cours de son histoire : 
- 1157 : « Manduville » (également « Maimboldi villa », « Meinbuevilla », « Manduvilla » ou « Manubevilla »).
- 1209 : « Meinboeville »
- 1267 : « Meinbeville »
- 1281 : « Maimbevile »
- 1303 : « Maimbeville » (également « Mainbeville » ou « Méneville »)
- De nos jours : « Maimbeville » a pris son nom de « Maimboldi Villa », c'est-à-dire « la villa », la ferme Maimbold[réf. nécessaire].

## Histoire

### Moyen Âge
La seigneurie appartenait au XIIe siècle à une famille qui avait pris le nom de la commune : on peut citer, en 1181, Renaud de Maimbeville, en 1209 et 1218, Simon, en 1267 et 1281, Jean, chevalier. En 1373, Aubert et Philippe de Maimbeville tenaient leurs fiefs à Warty et au Metz. Dès 1157 la cure était à la collation de l'abbaye Saint-Lucien de Beauvais, qui percevait les dîmes du terroir. Il y avait aussi à Maimbeville une chapelle à la collation de l'abbaye Saint-Lucien.

### Temps modernes
En 1539, Galarche de Berthancourt est seigneur de Maimbeville ; la terre est saisie en 1621 sur Louis de Berthaucourt et acquise par Nicolas Thibault, seigneur de Beaurains et de Courcelles, maître des comtes.

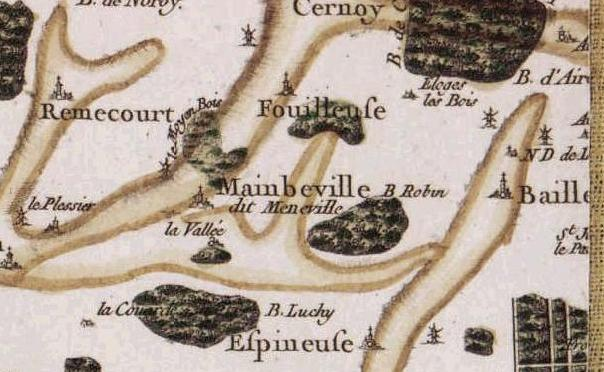
Maimbeville, carte de Cassini.

En 1743 la seignerie de Maimbeville était aux héritiers d'Anne-Catherine Thibault ; elle passa ensuite à Henri-François de Clinchamp, et, en 1777, à M.Richer, qui la possédait encore en 1789. Près du cimetière, s'élevait l'ancien hameau de la Vallée, dont il ne subsiste qu'une maison. La population n'a d'autre occupation que l'agriculture : en 1763, 470 mines de terre, dont 195 mines de bonne terre, 175 de médiocre et 101 de mauvaise, étaient cultivées par leurs propriétaires et 817 étaient tenues à ferme. La localité, avec ses coteaux exposés au sud, se prêtait à la culture de la vigne, qui fut longtemps la principale ressource des habitants ; en 1763, les vignes ne s'étendaient déjà plus que sur 44 arpents. De 20 hectares en 1789, la contenance du vignoble était descendue à 15 hectares en 1836, elle ne tarda pas à décroître encore, et aujourd'hui il ne reste plus trace des vignes de Maimbeville. Le vignoble était divisé en très petites parcelles, puisqu'en 1789 on ne comptait pas moins de 39 vignerons ; il n'y avait, dans la paroisse, à cette date, que 7 laboureurs et 11 manouvriers. On trouvait autrefois deux moulins à vent sur le territoire de la commune.

### Révolution française et Empire
Dans leurs cahiers de doléances rédigés en 1789, les habitants se plaignent : être écrasés par les impôts tandis que les bois, pares, remises, forêts, ne paient rien au roi ; d'être imposés trop haut pour la corvée, alors que les grandes routes ne sont fréquentées que par les carrosses, les postes, les grosses voitures publiques et marchandes; de la cherté du sel ; des dommages causés par les grandes chasses qui passent à travers les blés et de la multiplication du gibier de toute espèce ; des procédures accumulées pour rendre la justice ; des extractions des huissiers priseurs et des huissiers ordinaires ; d'être accablé par le grand nombre de pauvres ; d'être accablés par la charge de bâtir et réparer les presbytères ; de n'avoir obtenu aucune diminution d'impôts. Les députés de la paroisse à l'assemblée du bailliage de Clermont sont Jacques Bourré, laboureur, et Jean Beaufils, vigneron.

### Époque contemporaine
La commune de Fouilleuse est intégrée à Maimbeville de 1828 à 1834.
Jean Roblot, de Maimbeville, mort en 1833, a légué aux pauvres de la commune 450 francs de rente, qui ont servi à fonder le bureau de bienfaisance[réf. nécessaire].
Le 25 avril 1853, un violent incendie réduit en cendres 22 maisons du village et leurs dépendances. L'année précédente, la fièvre typhoïde y avait sévi et fait beaucoup de victimes.
En 1890, près de l'église, se trouvaient les ruines de l'ancienne  maison seigneuriale, dont il ne subsistait que deux grosses tours et de vastes souterrains. La population du chef-lieu était de 273 habitants.
Au début de la seconde Guerre mondiale, durant la bataille de France, des combats importants ont lieu les 9 et 10 juin 1940  à Erquinvillers et dans les communes avoisinantes dont Maimbeville entre les soldats français des 16e et 24e régiments de Tirailleurs sénégalais et l'envahisseur allemand, qui massacre 130 de ces soldats. Dix de ces Tirailleurs sénégalais sont tués à Maimbeville, et sont enterrés dans un premier temps par les quelques habitants restés au village dans le cimetière communal puis regroupés dans la Nécropole nationale de Cambronne-lès-Ribécourt.

## Politique et administration

### Administration municipale
Compte tenu de la population de la commune, son conseil municipal est composé de 11 membres, y compris le maire et ses adjoints

### Liste des maires
| Période       | Période                       | Identité                    | Étiquette | Qualité                                 |
| ------------- | ----------------------------- | --------------------------- | --------- | --------------------------------------- |
| 1792          | An V                          | Denis Poll Bourret          |           |                                         |
| An V          | An VI                         | Pierre Forret               |           | Agent municipal                         |
| An VI         | An VIII                       | Denis Pollet                |           |                                         |
| An VIII       | An XI                         | ... Gauthier                |           |                                         |
| An XI         | 1816                          | Denis Pollet (réélu)        |           |                                         |
| 1816          | 1824                          | Jean-Jacques Bourré         |           |                                         |
| 1824          | 1840                          | Antoine Jumel               |           |                                         |
| 1840          | 1848                          | Jean-Jacques Bourré (réélu) |           |                                         |
| 1848          | 1864                          | François Loire              |           |                                         |
| 1864          | 1871                          | Paul Franquet               |           |                                         |
| 1871          | 1874                          | François Liénard            |           |                                         |
| 1874          | 1884                          | Alphonse Sénéchal           |           |                                         |
| 1884          | 1888                          | François Favrel             |           |                                         |
| 1888          | 1925                          | Louis Liénard               |           |                                         |
| 1925          | 1953                          | Georges Franquet            |           | Agriculteur                             |
| 1953          | 1977                          | Adrien Sénéchal             |           | Agriculteur                             |
| 1977          | 1990                          | Jacques Franquet            |           | Agriculteur                             |
| 1990          | mars 2008                     | Louis Demaye                |           |                                         |
| mars 2008     | octobre 2022                  | Myriam Decuigniere          |           | Démissionnaire                          |
| octobre 2022, | En cours (au 18 octobre 2022) | Guillaume Vannier           | SE        | Technico-commercial en maîtrise d'œuvre |

## Équipements et services publics

### Enseignement
Les enfants de la commune sont scolarisés depuis 2005 avec ceux de Catenoy  dans le cadre d'un regroupement pédagogique intercommunal dont l'école se trouve dans cette commune. Le bâtiment de la mairie-école de Maimbeville, qui accueillait une salle de classe et le logement de l’institutrice au rez-de-chaussée et la mairie à l'étage est reaménagé en 2022, et le rez-de-chaussée accueille désormais la salle du conseil, le secrétariat et un bureau, accessibles aux personnes à mobilité réduite.

### Postes et télécommunications
Un projet d'intallation d'une antenne de téléphonie mobile 4G haute de 42 m. destiné à supprimer une « zone blanche » a suscité  en 2021  des tensions au sein du village,.

## Population et société

### Démographie
Les habitants sont appelés les Maimbevillois et les Maimbevilloises.

#### Évolution démographique
L'évolution du nombre d'habitants est connue à travers les recensements de la population effectués dans la commune depuis 1793. Pour les communes de moins de 10 000 habitants, une enquête de recensement portant sur toute la population est réalisée tous les cinq ans, les populations de référence des années intermédiaires étant quant à elles estimées par interpolation ou extrapolation. Pour la commune, le premier recensement exhaustif entrant dans le cadre du nouveau dispositif a été réalisé en 2004.

En 2022, la commune comptait 385 habitants, en évolution de −8,55 % par rapport à 2016 (Oise : +0,87 %, France hors Mayotte : +2,11 %).
| 1793 | 1800 | 1806 | 1821 | 1831 | 1836 | 1841 | 1846 | 1851 |
| ---- | ---- | ---- | ---- | ---- | ---- | ---- | ---- | ---- |
| 358  | 310  | 383  | 336  | 482  | 368  | 344  | 348  | 349  |

| 1856 | 1861 | 1866 | 1872 | 1876 | 1881 | 1886 | 1891 | 1896 |
| ---- | ---- | ---- | ---- | ---- | ---- | ---- | ---- | ---- |
| 324  | 310  | 301  | 296  | 279  | 274  | 273  | 257  | 260  |

| 1901 | 1906 | 1911 | 1921 | 1926 | 1931 | 1936 | 1946 | 1954 |
| ---- | ---- | ---- | ---- | ---- | ---- | ---- | ---- | ---- |
| 241  | 253  | 238  | 215  | 206  | 201  | 199  | 204  | 215  |

| 1962 | 1968 | 1975 | 1982 | 1990 | 1999 | 2004 | 2006 | 2009 |
| ---- | ---- | ---- | ---- | ---- | ---- | ---- | ---- | ---- |
| 221  | 170  | 161  | 208  | 235  | 310  | 344  | 361  | 360  |

| 2014 | 2019 | 2022 | - | - | - | - | - | - |
| ---- | ---- | ---- | - | - | - | - | - | - |
| 402  | 399  | 385  | - | - | - | - | - | - |

#### Pyramide des âges
La population de la commune est relativement jeune.
En 2018, le taux de personnes d'un âge inférieur à 30 ans s'élève à 39,9 %, soit au-dessus de la moyenne départementale (37,3 %). À l'inverse, le taux de personnes d'âge supérieur à 60 ans est de 16,3 % la même année, alors qu'il est de 22,8 % au niveau départemental.
En 2018, la commune comptait 195 hommes pour 211 femmes, soit un taux de 51,97 % de femmes, légèrement supérieur au taux départemental (51,11 %).
Les pyramides des âges de la commune et du département s'établissent comme suit.
| Hommes | Classe d’âge | Femmes |
| ------ | ------------ | ------ |
| 0,5    | 90 ou +      | 1,0    |
| 2,1    | 75-89 ans    | 4,8    |
| 14,1   | 60-74 ans    | 10,1   |
| 22,4   | 45-59 ans    | 21,3   |
| 23,4   | 30-44 ans    | 20,8   |
| 17,2   | 15-29 ans    | 17,4   |
| 20,3   | 0-14 ans     | 24,6   |

| Hommes | Classe d’âge | Femmes |
| ------ | ------------ | ------ |
| 0,5    | 90 ou +      | 1,4    |
| 5,5    | 75-89 ans    | 7,6    |
| 15,6   | 60-74 ans    | 16,3   |
| 20,8   | 45-59 ans    | 20     |
| 19,4   | 30-44 ans    | 19,4   |
| 17,6   | 15-29 ans    | 16,2   |
| 20,6   | 0-14 ans     | 19,1   |

## Culture locale et patrimoine

### Lieux et monuments
Un monument historique se trouve à Mainbeville :
- Église Saint-Martin, rue de l'Église  Inscrite MH (1950)[32]) : 
Elle a été construite sous une seule campagne pendant la première moitié du XVIe siècle, dans le style gothique flamboyant. À l'extérieur, le clocher trapu et la faible hauteur des murs des bas-côtés de faible hauteur suggèrent une modeste église rurale, et les fenêtres sans remplage évoquent une construction rustique. Le transept et l'abside autrement élancés paraissent en décalage avec les parties occidentales. 
À l'intérieur, l'église Saint-Martin s'avère tout au contraire homogène, mais également inachevée. La nef est tout aussi élevée que le chœur, et la largeur du vaisseau central est considérable. Les grandes arcades, les piliers ondulés et les voûtes d'ogives des parties orientales sont très soignés. Ainsi c'est l'ambition du projet architectural qui empêcha certainement le voûtement de la nef et des bas-côtés, et retarda l'exécution du bas-côté sud, tandis que les fenêtres semblent bien avoir possédé des réseaux flamboyants, qui semblent seulement avoir disparu. Sur le modèle de l'église de Nointel, la nef a finalement été munie de voûtes d'ogives en matériaux légers après 1870, alors que les bas-côtés conservent leurs plafonds plats provisoires.

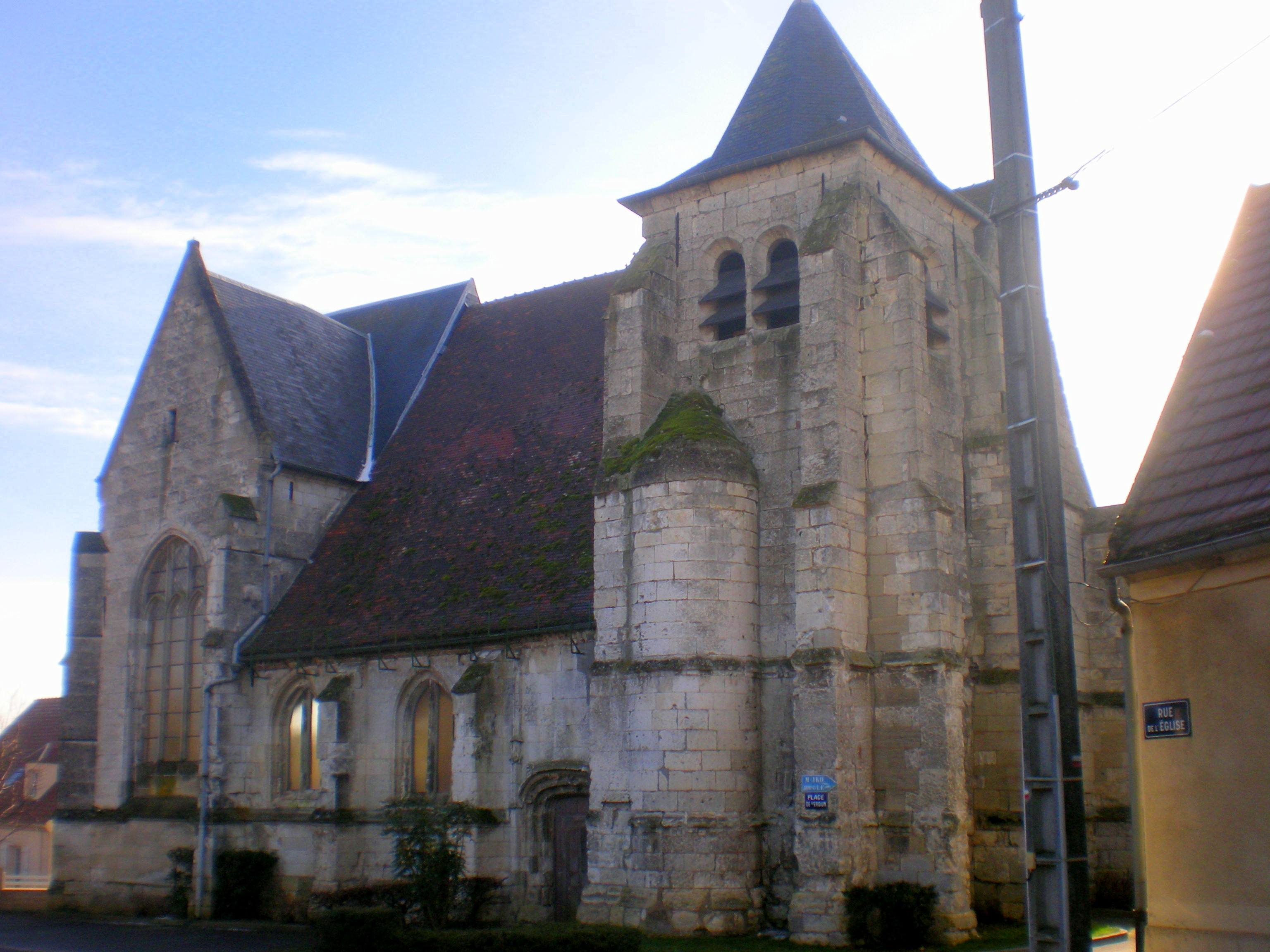
Vue générale de l'église Saint-Martin.
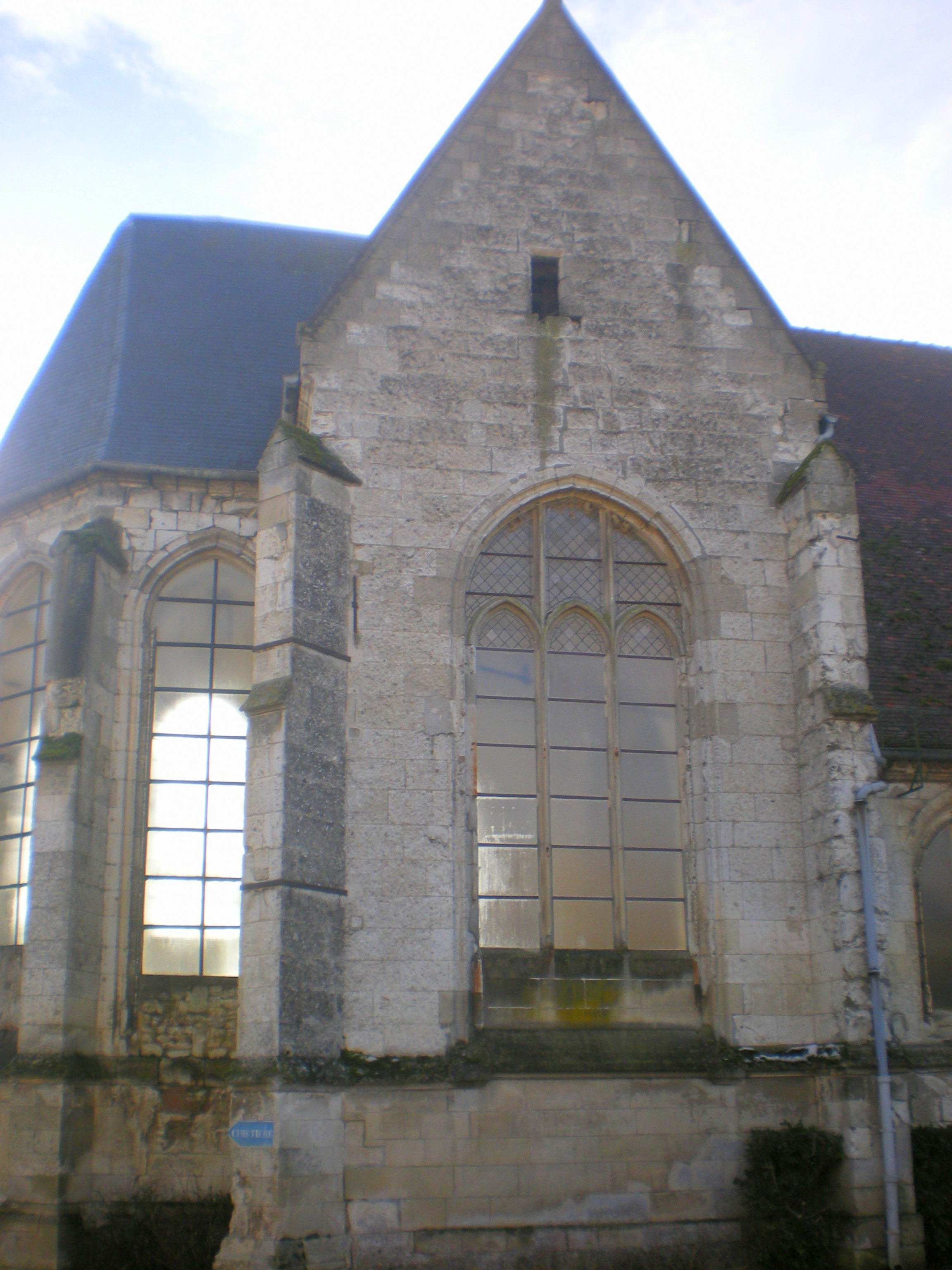
Le chœur de l'église depuis le nord.

On peut également signaler : 
- Tour ronde en briques, rue Neuve
- Monument aux morts, place de Verdun
- Croix, place de Verdun
- Calvaire, rue des Vallées
- Cimetière, au sud de la commune

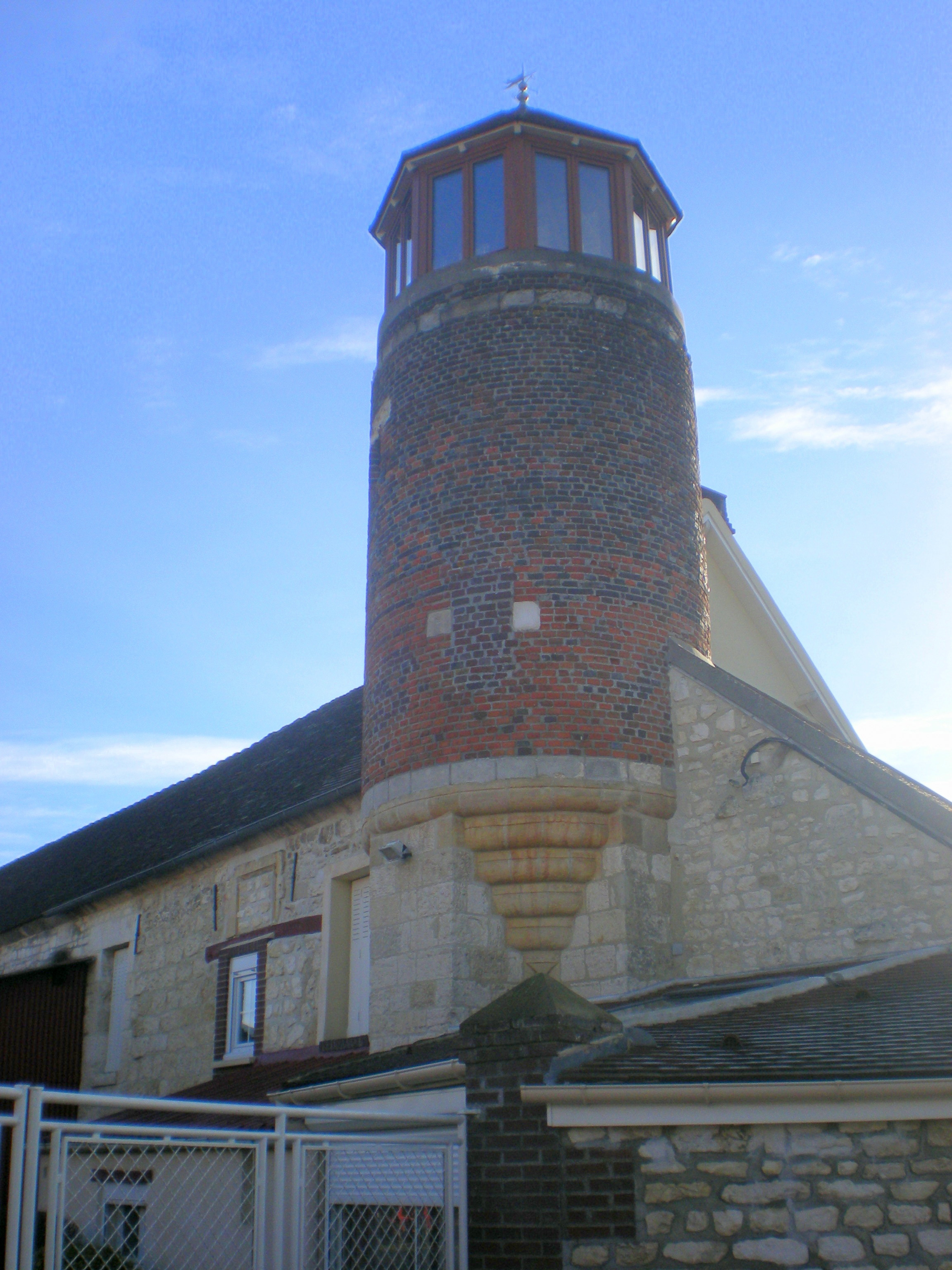
La tour ronde.
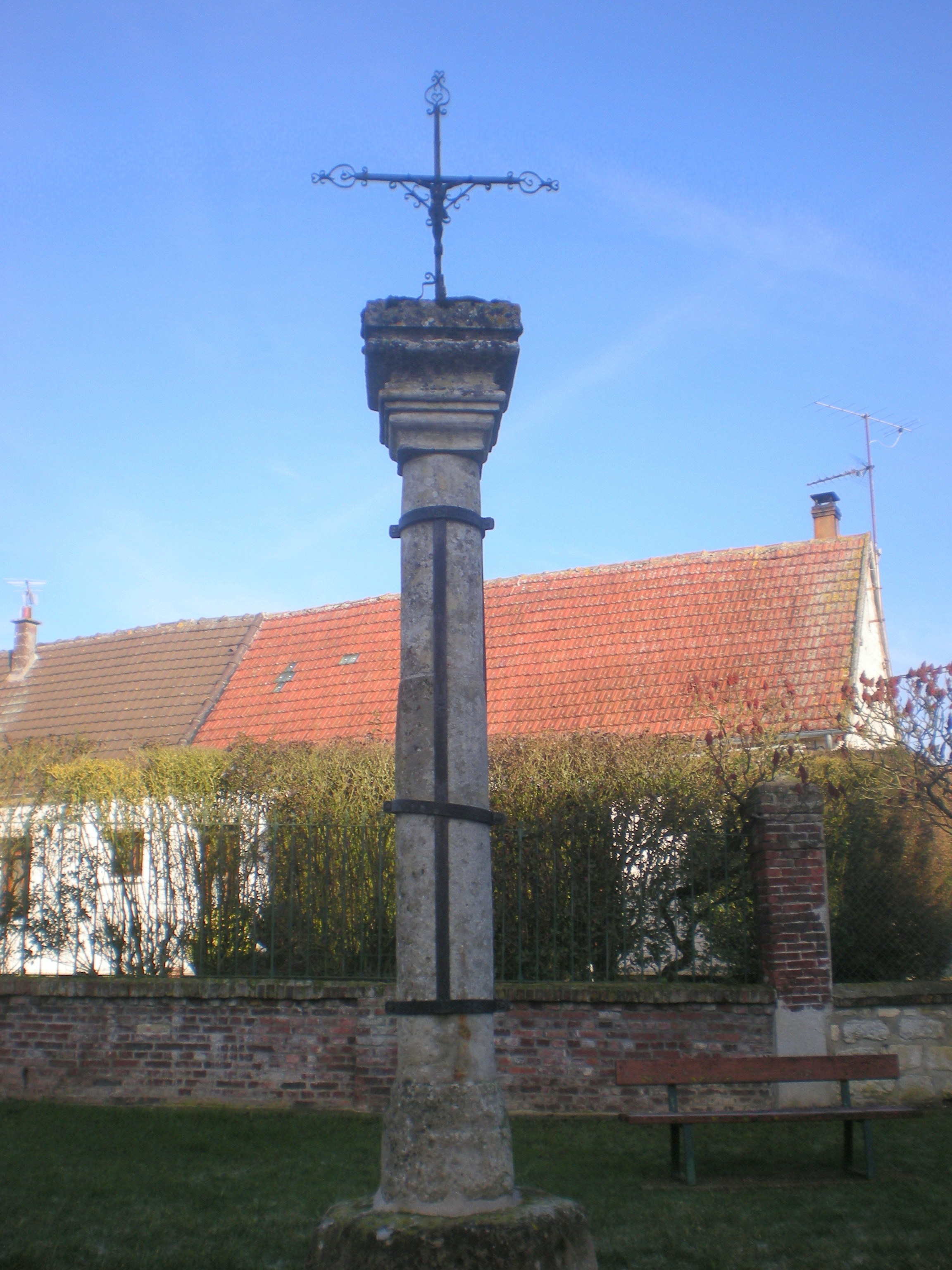
Croix, place de Verdun.

### Héraldique
| Blason de Maimbeville | Blason  | Taillé d'argent à trois bandes d'azur et aussi d'argent semé de fleur de lys aussi d'azur, à la barre du même brochant sur le tout. |
| Blason de Maimbeville | Détails | Le statut officiel du blason reste à déterminer.                                                                                    |

## Pour approfondir